# Kimitoön
Kimitoön (em finlandês:  Kemiönsaari) é um município da Finlândia. Ele foi criado em 1 de janeiro de 2009, quando os municípios de Dragsfjärd, Kimito e Västanfjärd foram consolidados em um único município.
Kimitoön é bilingue, com a maioria de língua sueca e uma minoria finlandês como sua língua nativa.

## Política
Resultados do finlandês eleição parlamentar, 2015 em Kimitoön:
- Sueco Partido popular 49.6%
- Partido Social Democrata 13.0%
- Aliança De Esquerda De 9,7%
- Verdadeiros Finlandeses 6.7%
- Centro De Terceiros De 10,4%
- Nacional Do Partido Coalizão De 5,4%
- Verde Liga De 3,8%
- Os Democratas-Cristãos, De 0,8%
- Outras partes de 0,6%